# Alban Genthieu
Pas d'image ? Cliquez ici

a Compétitions nationales et continentales officielles uniquement.

Alban Genthieu, né le 17 mai 1985, est un joueur de rugby à XV évoluant au poste de centre (1,81 m pour 95 kg).
Il a évolué en Pro D2 et en Top 14 à Mont-de-Marsan.

## Clubs
- 1998-2011 : Stade montois
- 2011-2013 : US Colomiers

## Palmarès
1. - Finaliste championnat de France Cadets Alamercery 2000
2. - Vainqueur de la coupe Gauderman 2000
3. - Champion de France Cadets Alamercery 2001
4. - Champion de France Crabos 2002
5. - Champion des comités Taddei 2002
6. - Vainqueur de la finale d'accession au Top 14 2008
7. - Champion de France Fédérale 1 2012